# Condotta (diritto)
La condotta, in diritto, è quel comportamento umano cui l'ordinamento giuridico ricollega degli effetti e delle conseguenze sul piano giuridico.

## Caratteristiche generali
Ad esempio il termine viene utilizzato nel diritto penale per indicare quei comportamenti che costituiscono reato; affinché essa sia rilevante deve essere conforme alla descrizione della singola norma incriminatrice, cioè tipica. La condotta è un elemento necessario affinché possa verificarsi un reato ma non è da sola sufficiente; non esiste comunque reato senza condotta.
La dottrina ha sempre tentato di individuare un concetto pregiuridico di condotta elaborando varie teorie.

## Gli elementi

### L'azione
Secondo il Mantovani, l'azione è quel "movimento del corpo idoneo ad offendere l'interesse protetto dalla norma o l'interesse statuale perseguito dal legislatore attraverso l'incriminazione". Per movimento deve intendersi, oltre al movimento degli arti, anche la parola (si pensi all'ingiuria verbale), gli spostamenti del corpo e la mimica facciale. Per essere punibile è necessario che l'azione sia idonea ad offendere l'interesse protetto dalla norma (reati di offesa) o quello perseguito dal legislatore (reati di scopo).
Uno dei problemi in ordine all'azione si pone quando l'agente compie più atti, ognuno dei quali idoneo ad offendere il bene protetto: in tali casi (quando cioè sussista il problema dell'unicità o pluralità dell'azione) si deve tenere conto di due requisiti:
- idoneità (dei diversi atti ad offendere lo stesso interesse protetto);
- contestualità (i diversi atti sono compiuti nell'ambito di un contesto unitario).

Perciò, quando più atti offensivi vengono posti in essere nel medesimo interesse, questi saranno da considerarsi come un tutto unitario, cioè parte di una sola azione.

### L'omissione e l'obbligo di impedire l'evento
L'omissione è stata considerata dai legislatori più tardi rispetto ai reati commissivi; essa è un non facere e ciò ha comportato non pochi problemi di conciliabilità con il principio di causalità materiale. In passato alcuni hanno ipotizzato una fisicità dell'omissione (omissione= “azione” omissiva di un comportamento dovuto) ma tale impostazione si presta a facili obiezioni: non sempre chi omette di agire compie un'altra azione.
La dottrina ha elaborato vari orientamenti riguardo alle fonti dell'obbligo d'impedimento dell'evento lesivo:
- Orientamento funzionale-sostanziale: la fonte degli obblighi deriva dalla situazione di fatto in cui si trovi il soggetto obbligato.
- Orientamento formale: l'obbligo di impedire l'evento è stabilito da una norma.
- Orientamento misto (attualmente dominante in Italia): dalla tesi funzionale mutua il fatto che l'obbligo sia contenutisticamente finalizzato all'impedimento dell'evento lesivo (reato) mentre della tesi formale assume la necessità di una base legale e della sufficiente determinatezza dell'obbligo.

## Concezioni della condotta

### Concezione naturalistica
Secondo la concezione naturalistica (o causale) la condotta è un movimento corporeo cagionato dalla volontà; tale teoria pur riuscendo ad abbracciare i tipi di reato perfetto e tentato (ed in un certo qual modo quelle colpose – il momento soggettivo rileva in sede di colpevolezza e non di condotta), non riesce però a comprendere le condotte omissive poiché sotto il profilo naturalistico esse non esistono.

### Concezione finalistica dell'azione
La concezione finalistica considera la condotta come quell'attività funzionale al perseguimento di un dato obiettivo (o, in altre parole, quell'attività rivolta finalisticamente alla realizzazione dell'evento tipico).
Tale teoria non riesce però a comprendere le condotte colpose ed omissive se non ricorrendo a “contorcimenti dialettici”: per i reati colposi si parla quindi di attività "potenzialmente finalistica" mentre per i reati omissivi si parla di "finalità potenziale".

### Concezione sociale
Questa più recente concezione ha individuato la condotta in qualsiasi comportamento socialmente rilevante; essa può ben comprendere tutti i tipi di comportamento (reati attivi, omissivi, colposi e dolosi); rimangono escluse così le reazioni inconsapevoli dell'uomo.
A tale teoria è stato criticato il suo approccio definito poco rigoroso che non descriverebbe sufficientemente i caratteri necessari della condotta.